# ムジャーヒディーン諮問評議会
ムジャーヒディーン諮問評議会（ムジャーヒディーンしもんひょうぎかい、アラビア語: مجلس شورى المجاهدين في العراق）は、かつて存在したイラクのサラフィー・ジハード主義組織。前身組織はイラクの聖戦アル＝カーイダ組織、後継組織はISIL。